# Правая (приток Малой Вахминой)
Правая — река на полуострове Камчатка в России. Протекает по территории Мильковского района Камчатского края. Длина реки — 19 км.
Начинается на северо-западных склонах Валагинского хребта. Течёт в северо-западном направлении в гористой местности, покрытой березняком. Крупных притоков не имеет. Впадает в реку Малая Вахмина слева на расстоянии 61 км от её устья на высоте чуть ниже 362,6 метра над уровнем моря.
По данным государственного водного реестра России относится к Анадыро-Колымскому бассейновому округу. Код водного объекта — 19070000112120000013338.